# Frescobaldi (software)
Frescobaldi é um editor para os arquivos de música do LilyPond. Ele pretende ser potente, porém leve e fácil de usar. O Frescobaldi é software livre, disponível sob a GNU General Public License. É projetado para rodar em todos os principais sistemas operacionais (GNU/Linux, Mac OS X e Microsoft Windows). Seu nome é devido a Girolamo Frescobaldi, um compositor italiano de música de teclado do final da Renascença e início do período Barroco.
Em Abril de 2009, Frescobaldi ganhou um prêmio "HotPick" na LinuxFormat.
Em Maio daquele mesmo ano, o TuxRadar o listou como uma das "100 jóias de fonte aberta.
Frescobaldi é escrito em Python e utiliza o PyQt4 para sua interface gráfica.

## Recursos
- Editor de texto com destaque de sintaxe e preenchimento automático
- Visualização da música com recurso de apontar e clicar avançado
- Tocador MIDI para prova de escuta dos arquivos MIDI gerados pelo LilyPond
- Assistente de notas para configurar uma partitura musical
- Gerenciador de recortes para armazenar e aplicar fragmentos de texto, de modelos ou de scripts
- Use múltiplas versões do LilyPond e automaticamente selecione a versão correta
- Navegador da documentação e ajuda do LilyPond embutidos
- Interface de usuário com cores, fontes e atalhos de teclado configuráveis
- Traduzido nos seguintes idiomas: Holandês, Inglês, Francês, Alemão, Italiano, Tcheco, Russo, Espanhol, Galício, Turco, Polonês, Português do Brasil e Ucraniano[3]

## Funções musicais
- Muda o tom da música
- Muda a música do relativo para o absoluto e vice-versa
- Muda o idioma utilizado para o nome das notas
- Muda o ritmo (dobrar, reduzir à metade, adicionar ou remover pontos, colar) etc.
- Hifeniza a letra usando dicionários de hifenização de processadores de texto
- Adiciona facilmente chaves, dinâmica, articulação usando o painel Quick Insert
- Atualiza a sintaxe do LilyPond usando o convert-ly, com exibição das diferenças.